# Миллер, Леонид Евгеньевич
Леони́д Евге́ньевич Ми́ллер (1903 или 1909, село Илёв Ардатовского уезда Нижегородской губернии — 1984, Москва) — советский учёный в области обработки цветных металлов, один из первых разработчиков биметаллов, организатор промышленности. Кандидат технических наук, лауреат Сталинской премии (1952).

## Биография
Родился в селе Илёве Ардатовского уезда Нижегородской губернии в 1909 году. В 1916 году приехал учиться в Ардатов. В 1919 году вступил в комсомол, занимался организацией комсомольских ячеек в сёлах и деревнях уезда. Организатор созыва первого уездного съезда комсомола, вошёл в состав его первого уездного комитета. Позднее служил в ГубЧК в Арзамасе.
Окончил арзамасский рабфак, затем — металлургический факультет Московской горной академии в 1929 году. Во время учёбы, в 1926 году был комендантом студенческого общежития МГА на Старомонетном переулке, 33. В 1927 году вступил в ВКП (б). После окончания МГА работал инженером на Кольчугинском заводе, с первых же дней занялся изобретательством. Участник работ по внедрению кольчугалюминия в промышленность. Один из первых разработчиков биметаллов (медь + сталь, алюминий в сочетании с цветными металлами и сталями и пр.).

В начале 1930-х годов, в условиях тотальной нехватки меди в советской промышленности, стал известен, как изобретатель способа производства биметаллической (медно-железной) проволоки. Вот что писали о нём центральные газеты: 
«Массовое производство биметаллической проволоки для электропроводов начинается в СССР впервые. До сего времени неизвестен был способ приготовления этой проволоки. Способ этот недавно был найден молодым инженером-коммунистом Кольчугинского завода тов. Миллером. Первая партия проволоки (6 тонн) при испытании показала прекрасное качество. Стоимость тонны проволоки — 779 руб.— на 370 руб, дешевле заграничной. Тов. Миллер передал изобретение заводу, а полученную премию передал на культнужды». 
Впоследствии разработал способ производства проволоки из 60 процентов железа и 40 процентов алюминия.
Ещё одна известная разработка — в содружестве с Павлом Андреевичем Ворониным, одним из организаторов авиационной промышленности, генерал-майором авиационной службы, директором авиазавода № 30 разработали и первыми внедрили в производство алюминий, плакированный силумином, для изготовления авиационных паяных алюминиевых радиаторов. Замена медных радиаторов на конструкции из лёгких сплавов позволила резко сократить вес систем охлаждения самолётов.
С первого дня Великой Отечественной войны — на фронте, был отозван из действующей армии как необходимый в промышленности специалист. После войны, в 1952 году — лауреат Сталинской премии «за разработку и освоение производства металла высокого качества». Награждён орденами Ленина, Трудового Красного знамени, медалями.
Работал в Главцветмете, Госплане и Государственной комиссии по науке и технике СССР. Последнее место работы — главный специалист отдела цветной металлургии Госплана СССР. Персональный пенсионер, скончался в октябре 1984 года на 81 году жизни.

## Избранные труды
- Миллер, Леонид Евгеньевич. Биметаллическая проволока [Текст] / [Инж. А. Е. (!) Миллер, Е. Н. Селюгин ; Под ред. Н. Н. Мурача]. — Москва : Объедин. бюро стандартов при Гинцветмете, 1933 (полиграфшкола ФЗУ Мособлпечатьсоюза).
- Миллер Л. Е. Производство и применение биметаллов в СССР и за границей / Доклад инж. Л. Е. Миллера; Всес. совет науч. инж.-тех. об-в"ВСНИТО", Всес. тех. конф-ция по экономии цвет. металлов Секция по экономии цвет. металлов при производстве, эксплоатации и ремонте оборудования. — Ленинград : Б. и., 1940.
- Крашенинников Н. А., Миллер Л. Е., Черняк С. Н. Краткий справочник по обработке цветных металлов и сплавов / Инженеры С. С. Крашенинников, Л. В. Миллер, С. Н. Черняк. — Москва : Металлургиздат, 1945
- Справочник по обработке цветных металлов и сплавов [Текст] / А. П. Смирягин, Н. З. Днестровский, А. Д. Ландихов и др. ; Под ред. канд. техн. наук Л. Е. Миллера. — Москва : Металлургиздат, 1961.